# La Venganza de los Ex México VIP (temporada 1)
La primera temporada VIP de La Venganza de los Ex, un programa de televisión mexicano de MTV Latinoamérica, fue anunciado el 12 de septiembre de 2021 y se estrenó el 9 de noviembre de 2021. Esta es la segunda temporada del programa en general. Presenta a reconocidos miembros del reparto en distintas áreas, en su mayoría celebridades de internet. Las filmaciones del programa se llevaron a cabo en agosto y septiembre de 2021 en Colombia durante la pandemia de COVID-19, por lo que el reparto tuvo que permanecer en cuarentena diez días entes de ingresar, sin embargo la producción no se vio afectada debido a que el formato originalmente mantiene a los miembros del reparto sin acceso al exterior.
Después de filmar el programa, Kimberly Shantal y Roberto Mora compitieron en la segunda temporada de Resistiré en 2022. Kelly Medanie se unió al reparto de la novena temporada de Acapulco Shore en 2022. En 2023, Michelle Lando regresó para la segunda temporada del programa, nuevamente en el papel de ex. Brandon Castañeda, Kimberly Shantal, Luis Guillén y Michelle Lando compitieron en Los 50. En 2024, Diana Zambrano y Brandon Castañeda regresaron  a la tercera temporada del programa.

## Reparto
La lista oficial de los miembros del reparto fue publicado el 4 de octubre de 2021, e incluye cinco chicos solteros: Brandon Castañeda, Camilo Pulgarin, Esteban Martínez, Ian García y Roberto Mora; así como cinco chicas solteras: Aylin Criss, Daphne Montesinos, Frida Urbina, Kelly Medanie y Kimberly Shantal.
Todos lo solteros llegaron a la villa durante el primer episodio e inmediatamente la Tablet del Terror les anunció la llegada de sus ex, poco después Diana Zambrano, la exnovia de Ian llegó a la playa, sin embargo esta también es la ex de Brandon y Roberto; El Suavecito y Karen Saldaña arribaron la villa en el segundo episodio, siendo los exnovios de Kimberly y Kelly respectivamente. Durante el tercer episodio el ex de Camilo, David Segura llegó a la villa. Michelle Lando y Ricky Arenal, los ex de Aylin, llegaron a la playa simultáneamente en el quinto episodio. En el sexto episodio llegó a la villa Daniel Fraga, exnovio de Frida. Andrés Restrepo, el ex de Camilo, llegó a la playa en el séptimo episodio. Durante el octavo episodio la es de Daniel, Mariana Ayala, llegó a la villa. La brasileña Carolina de Lima llegó a la playa durante el noveno episodio como la ex de Esteban. Daphne fue expulsada en el décimo episodio por su comportamiento agresivo, luego Juanita Alvis la ex de Ian arribó a la villa mientras este y Kim mantenían una cita. El último ex en llegar a la villa fue Helian Evans, el ex de Mariana.
- Negrita indica miembro de reparto original; todos los otros participantes son considerados ex.

| Episodios | Nombre                   | Edad | Notabilidad            | Exes                                        |
| --------- | ------------------------ | ---- | ---------------------- | ------------------------------------------- |
| 12        | Aylin Criss              | 22   | Influencer             | Michelle Lando, Ricky Arenal                |
| 12        | Brandon Castañeda        | 22   | Modelo y chico reality | Diana Zambrano                              |
| 10        | Daphne Montesinos        | 29   | Chica reality y actriz | N/A                                         |
| 12        | Esteban Martínez(en)     | 33   | Gandia Shore           | Carolina Lima                               |
| 12        | Frida Urbina             | 26   | Actriz                 | Daniel Fraga                                |
| 12        | Ian García               | 28   | Modelo                 | Diana Zambrano, Juanita Alvis               |
| 12        | Camilo Pulgarin          | 25   | Influencer             | Andrés Restrepo, David Segura               |
| 12        | Kelly Medanie            | 22   | Influencer             | Karen Saldaña                               |
| 12        | Kimberly "Kim" Shantal   | 28   | Influencer             | Luis Guillén                                |
| 12        | Roberto "Robbie" Mora    | 27   | Modelo                 | Diana Zambrano                              |
|           |                          |      |                        |                                             |
| 12        | Diana Zambrano           | 24   | Influencer             | Brandon Castañeda, Ian García, Roberto Mora |
| 11        | Luis "Suavecito" Guillén | 23   | Youtuber               | Kimberly Shantal                            |
| 11        | Karen Saldaña            | 26   | Modelo                 | Kelly Medanie                               |
| 10        | David Segura             | 22   | Modelo                 | Camilo Pulgarin                             |
| 8         | Michelle Lando           | 21   | Influencer             | Aylin Criss                                 |
| 8         | Ricky Arenal             | 19   | Influencer             | Aylin Criss                                 |
| 7         | Daniel Fraga             | 24   | Influencer             | Frida Urbina, Mariana Ayala                 |
| 6         | Andrés Restrepo          | 20   | Influencer             | Camilo Pulgarin                             |
| 5         | Mariana Ayala            | 19   | Influencer             | Daniel Fraga, Helian Evans                  |
| 4         | Carolina Lima            | 27   | Modelo                 | Esteban Martínez                            |
| 3         | Juanita Alvis            |      | Influencer             | Ian García                                  |
| 2         | Helian Evans             | 23   | Cantante e influencer  | Mariana Ayala                               |

#### Duración del reparto
| Nombre    | Episodios | Episodios | Episodios | Episodios | Episodios | Episodios | Episodios | Episodios | Episodios | Episodios | Episodios | Episodios |
| Nombre    | 1         | 2         | 3         | 4         | 5         | 6         | 7         | 8         | 9         | 10        | 11        | 12        |
| Aylin     |           |           |           |           |           |           |           |           |           |           |           |           |
| Brandon   |           |           |           |           |           |           |           |           |           |           |           |           |
| Camilo    |           |           |           |           |           |           |           |           |           |           |           |           |
| Daphne    |           |           |           |           |           |           |           |           |           |           |           |           |
| Esteban   |           |           |           |           |           |           |           |           |           |           |           |           |
| Frida     |           |           |           |           |           |           |           |           |           |           |           |           |
| Ian       |           |           |           |           |           |           |           |           |           |           |           |           |
| Kelly     |           |           |           |           |           |           |           |           |           |           |           |           |
| Kim       |           |           |           |           |           |           |           |           |           |           |           |           |
| Robbie    |           |           |           |           |           |           |           |           |           |           |           |           |
| Diana     |           |           |           |           |           |           |           |           |           |           |           |           |
| Suavecito |           |           |           |           |           |           |           |           |           |           |           |           |
| Karen     |           |           |           |           |           |           |           |           |           |           |           |           |
| David     |           |           |           |           |           |           |           |           |           |           |           |           |
| Michelle  |           |           |           |           |           |           |           |           |           |           |           |           |
| Ricky     |           |           |           |           |           |           |           |           |           |           |           |           |
| Daniel    |           |           |           |           |           |           |           |           |           |           |           |           |
| Andrés    |           |           |           |           |           |           |           |           |           |           |           |           |
| Mariana   |           |           |           |           |           |           |           |           |           |           |           |           |
| Carolina  |           |           |           |           |           |           |           |           |           |           |           |           |
| Juanita   |           |           |           |           |           |           |           |           |           |           |           |           |
| Helian    |           |           |           |           |           |           |           |           |           |           |           |           |
| --------- | --------- | --------- | --------- | --------- | --------- | --------- | --------- | --------- | --------- | --------- | --------- | --------- |

Notas
     = "Miembro del reparto" aparece en este episodio.
     = "Miembro del reparto" llega a la playa.
     = "Miembro del reparto" tiene un ex la playa.
     = "Miembro del reparto" tiene dos exes en la playa en el mismo episodio.
     = "Miembro del reparto" llega a la playa y un ex llega durante el mismo episodio.
     = "Miembro del reparto" sale de la playa.
     = "Miembro del reparto" no aparece en este episodio.

## Episodios
El 31 de octubre se estrenaron dos programas especiales, titulados "Casting de mi ex" y  "La maleta de mi ex". Después de estrenarse el primer episodio, iniciaron otros dos especiales titulados "La venganza de los ex VIP - Doblajes sinceros" y "La venganza de los ex VIP - Escenas censuradas", además después de cada episodio se realiza una entrevista a los participantes, la cual es transmitida en MTV un día después.
| N.º (total) | N.º (temp.) | Título                                | Estreno original        |
| ----------- | ----------- | ------------------------------------- | ----------------------- |
| 13          | 1           | «Bienvenidos al Desmadre»             | 9 de noviembre de 2021  |
| 14          | 2           | «Dos a sufrir»                        | 11 de noviembre de 2021 |
| 15          | 3           | «Tornados en el Paraíso»              | 16 de noviembre de 2021 |
| 16          | 4           | «En tu cara»                          | 18 de noviembre de 2021 |
| 17          | 5           | «Tregua y Recuerdos»                  | 23 de noviembre de 2021 |
| 18          | 6           | «Huele a podrido»                     | 25 de noviembre de 2021 |
| 19          | 7           | «¿Te quieres casar conmigo, un rato?» | 30 de noviembre de 2021 |
| 20          | 8           | «Tronó la pistolita»                  | 2 de diciembre de 2021  |
| 21          | 9           | «Dos hombres y un camino»             | 7 de diciembre de 2021  |
| 22          | 10          | «La gran pelea»                       | 9 de diciembre de 2021  |
| 23          | 11          | «Es hora de etiquetar»                | 14 de diciembre de 2021 |
| 24          | 12          | «Hasta luego»                         | 16 de diciembre de 2021 |